# Charles Ross Whitehead
Pour les articles homonymes, voir Whitehead.
Charles Ross Whitehead (1868-1954) est un industriel québécois.

## Biographie
Né en 1868, il est le fils de William James Whitehead (1841-1888) et de Louise Ann Robinson (v.1837-1917).
Au printemps 1889, il aménage une filature de coton sur un emplacement qu'il loue de Georges Benson Hall, au pied de la chute Montmorency, près des scieries. La Montmorency Cotton Mills deviendra en 1905 la Dominion Textile.
Il est le fondateur de l'usine de textile Wabasso Cotton Company Limited à Trois-Rivières en 1907 et de l'usine Shawinigan Cotton Company Ltd à Shawinigan en 1909. En 1910, il crée trois filiales de fabrication de vêtements : la Diamond Whitehead (Trois-Rivières), la Shawinigan Knittings (Shawinigan) et l'Oxford Knittings (Woodstock, Ontario).
Il est aussi le cofondateur de la Wayagamack Pulp and Paper Company Limited en 1910, avec J. N. Greenshield et Rodolphe Forget.
Il habite à Trois-Rivières à partir de 1907. Le 9 octobre 1924, à Québec, il épousa Winifred Thomas Stevenson et ils eurent trois enfants : Leslie Joy Whitehead (26 février 1895 – 5 juin 1964), William James Whitehead (1897-1955) et Pillans Scarth Whitehead (1899-1977). Après le décès de sa femme il épousa Lois Scarth Nicholson, originaire de Bebington en Angleterre. Ils eurent deux fils : Charles Richard, né le 28 septembre 1926, et John Ross, né le 11 février 1929. De 1925 à 1945, sa famille occupe une maison connue aujourd'hui sous le nom de Maison Turcotte, sur la Terrasse Turcotte, coin rue Saint-François-Xavier. Il restera président et directeur général de la Wabasso jusqu'à sa mort en février 1954.

## Implications locales
En 1910 il reçoit le titre de président d'honneur de la nouvelle Association des citoyens des Trois-Rivières.
En 1911, il est membre du comité de direction de l'Institut technique de Shawinigan.
À Trois-Rivières, Whitehead était très impliqué dans son milieu. D'octobre 1915 à janvier 1921, le lieutenant-colonel Charles Ross Whitehead fut le 9e commandant du Régiment de Trois-Rivières.
La place d'Armes a été aménagée en 1919 selon les plans de Percy Erskine Nobbs, à la suite de la demande de Charles Ross Whitehead.
En 1957, trois ans après sa mort, Whitehead fait l'objet d'une légende rapportée par le journal régional au sujet de la fondation de la Wabasso : on raconte qu'il est arrivé à Trois-Rivières « dans des circonstances mémorables, en pleine nuit, un soir d'hiver 1907, avec son beau-frère, L. G. Craig, et il a parcouru en raquettes, au clair de lune, les espaces qu'on appelait alors "Parc Houliston". Cette nuit-là, il a fixé son choix ».

## Commémoration
Un monument à la mémoire de Charles Ross Whitehead est situé à Trois-Rivières dans le parc des Pins, près de l'angle des rues de Foye et Laviolette. Érigé en 1954 sur les terrains de la Wabasso par la famille Whitehead, le monument a été sauvé lors de la démolition de l'usine Wabasso en 1986, entreposé au garage municipal jusqu'en 1993, puis installé dans le parc des Pins en 1993. Cette stèle est accompagnée d'un panneau d'interprétation.
La rue Whitehead à Trois-Rivières porte son nom.

## Médiagraphie
- Daniel Robert, «WHITEHEAD, Charles Ross», F.A.R. Trois-Rivières, [en ligne], http://citoyen.v3r.net/portail/index.aspx?sect=0&module=32&IDFar=5272 (page consultée le 25 mai 2016)
- «Rue Whitehead», Toponymie Trois-Rivières, [en ligne], http://toponymie.v3r.net/fiche/1595/rue-whitehead.aspx (page consultée le 25 mai 2016)
- René Verrette, Les idéologies de développement régional: le cas de la Mauricie, 1850-1950, Québec, Presses Université Laval, 1999, pages 170, 180-181, 188, 219, 264.
- Denise Légaré et Paul Labrecque. Histoire de raconter, Montmorency ou le Bas-du-Sault, arrondissement de Beauport, Québec, ville de Québec, 2010
- Ministère de la Culture et des Communications, Plan de conservation du site patrimonial de Trois-Rivières, 2014, 90 p. (ISBN 978-2-550-71395-1, lire en ligne)